# Седлиська (Турецький повіт)
Седлиська (пол. Siedliska) — село в Польщі, у гміні Кавенчин Турецького повіту Великопольського воєводства.
Населення — 84 особи (2011).
У 1975-1998 роках село належало до Конінського воєводства.

## Демографія
Демографічна структура станом на 31 березня 2011 року:
|          | Загалом | Допрацездатний вік | Працездатний вік | Постпрацездатний вік |
| -------- | ------- | ------------------ | ---------------- | -------------------- |
| Чоловіки | 40      | 10                 | 27               | 3                    |
| Жінки    | 44      | 8                  | 28               | 8                    |
| Разом    | 84      | 18                 | 55               | 11                   |